# Léandre Griffit
Léandre Griffit est un footballeur français né le 21 mai 1984 à Maubeuge. Il était entraineur à Feignies-Aulnoye et à présent entraîneur à L’US Aulnoy en Regional 3 et recruteur au RC Lens

## Parcours
Formé à Lens, il quitte les sang et or en 2001 pour rejoindre l'équipe des moins de 18 ans d'Amiens. Lors de la saison 2002-2003 il fait ses débuts en Ligue 2. Il dispute finalement un total de 18 matchs. 
Il est alors recruté par Southampton qui évolue en Premier League. Il fait ses débuts en Premier League le 25 octobre 2003 lors du match Southampton-Blackburn Rovers. Lors de sa première saison il dispute en tout et pour tout 5 matchs de Premier league et inscrit deux buts. La saison suivante son temps de jeu s'amenuise un peu plus : seulement deux matchs de championnat. Il est alors prêté à Leeds United (1 match) puis à Rotherham (2 matchs). À l'issue de ses prêts il retourne à Southampton. Le club est relégué et le nouvel entraîneur Harry Redknapp privilégie les joueurs anglais. Griffit effectue alors un essai non concluant avec Le Mans malgré un but inscrit en amical contre Rodez. 
Griffit rejoint alors le championnat de Suède sur les conseils d'Anders Svensson un de ses anciens coéquipiers à Southampton qui venait de signer à Elfsborg. Griffit remporte le championnat de Suède en 2006 et participe aux tours préliminaires de la Ligue des Champions. Elfsborg élimine Linfield FC puis Debrecen VSC avant d'être éliminé par Valence. Elfsborg est ainsi reversé en Coupe UEFA. Mais Griffit disposant de peu de temps de jeu est prêté à l'IFK Norrköping en août 2007. À l'été 2008 il rejoint le Crystal Palace Football Club qui évolue dans le Championnat d'Angleterre de football D2. Son contrat expire en décembre 2008. 
Après 6 mois en agent libre, il signe contre toute attente un contrat de 2 ans plus une en options avec le club de l'URS Centre évoluant en D3 belge. Malgré des contacts en Jupiler League et en Angleterre, il motivera son choix par l'envie de jouer une saison pleine pour se relancer et par le discours du coach qui a fini de le convaincre. Puis après un essai de trois - quatre jours au Houston Dynamo, le milieu de terrain de 25 ans a signé à Columbus Crew, champion de MLS en 2008. En 2011, il s'engage avec le Toronto FC.

## Carrière
- RC Lens (jeunes)
- 2001-2003 :  Amiens SC
- 2003- janvier 2005 :  Southampton
- janvier-février 2005 :  Leeds United
- mars-mai 2005 :  Rotherham United
- mai-mars 2006 :  Southampton
- mars 2006-août 2007 :  IF Elfsborg
- août 2007-2008 :   IFK Norrköping
- septembre 2008-janvier 2009 :  Crystal Palace
- juillet 2009-2010 :  URS Centre
- 2010-2011 :  Columbus Crew
- Depuis 2011 :  Toronto FC[2],[3]

## Palmarès
- Champion de Suède en 2006 avec Elfsborg